# مقاطعة سبنسر (كنتاكي)
مقاطعة سبنسر (بالإنجليزية: Spencer County, Kentucky)‏ هي إحدى مقاطعات ولاية كنتاكي في الولايات المتحدة. تأسست سنة 1824، بلغ عدد سكانها 17061 نسمة في عام 2010 حسب إحصاء مكتب تعداد الولايات المتحدة .

## أعلام
- هنري كونلي
- بيل أندرسون

## وصلات خارجية
- www.spencercountyky.gov
- United States Counties